# Fujiwara no Kinsue
Fujiwara no Kinsue (藤原 公季?   956-25 de noviembre de 1029) fue un estadista y kugyō (cortesano japonés) que vivió durante la era Heian.
Como miembro del clan Fujiwara, fue el decimoprimer hijo de Fujiwara no Morosuke y su madre fue la Princesa Imperial Kōshi, hija del Emperador Daigo. La muerte prematura de su madre, obligó a que Kinsue fuese criado por su hermana la Emperatriz Anshi, consorte del Emperador Murakami.
En 981 fue promovido como cortesano en el rango jusanmi y en 983 fue nombrado sangi. Hacia 991 fue ascendido a chūnagon y subió al rango cortesano shōsanmi. En 995 fue nombrado dainagon y en 997 a naidaijin. En 1017 fue ascendido a udaijin y en 1021 obtuvo el cargo de daijō daijin (primer ministro), que lo mantendría hasta su muerte.
Kinsue es considerado progenitor la familia Kan'in, y que luego se dividió en 25 familias de cortesanos (kuge), entre ellos la familia Sanjō, la familia Saionji, la familia Tokudaiji y la familia Tōin. Kinsue se casó con una hija del Príncipe Ariakira y dio tres hijos: la Princesa Gishi (esposa del Emperador Ichijo), Fujiwara no Sanenari y el monje Nyogen.
A su muerte recibió de manera póstuma el nombre de Kaikō (甲斐公?) y el título de Jingi-kō (仁義公?).